# 50 Palos
50 Palos è un album in studio del gruppo spagnolo Jarabe De Palo, pubblicato nel marzo 2017.

## Tracce
1. Fumo (feat. Kekko Silvestre) – 3:05
2. Grita (Versione 50 Palos) – 3:47
3. Tiempo (Versione 50 Palos) – 2:49
4. Dipende (feat. Francesco Renga - Versione 50 Palos) – 3:10
5. Estamos prohibidos (Versione 50 Palos) –3:04
6. Agua (Versione 50 Palos) – 4:16
7. Dos días en la vida (Versione 50 Palos) – 3:59
8. Mama (Versione 50 Palos) – 3:29
9. La flaca (Versione 50 Palos) – 4:20
10. No te duermas (Versione 50 Palos) – 3:36
11. Tú me hacías sonreir (Versione 50 Palos) – 3:18
12. Mucho más mucho mejor (Versione 50 Palos) – 3:06
13. Dicen (Versione 50 Palos) – 3:18
14. Mi piace come sei (feat. Noemi - Versione 50 Palos) – 3:54
15. Completo incompleto (Versione 50 Palos) – 3:10
16. El lado oscuro (Versione 50 Palos) – 3:23
17. Bonito (feat. Jovanotti - Versione 50 Palos) – 4:22
18. ¡Yep! (Versione 50 Palos) – 3:00
19. Qué bueno (Versione 50 Palos) – 3:34
20. Déjame vivir (Versione 50 Palos) – 3:28
21. Te miro y tiemblo (Versione 50 Palos) – 4:20
22. Hoy no soy yo (Versione 50 Palos) – 3:20

## Classifiche
| Classifica (2017) | Posizione massima |
| ----------------- | ----------------- |
| Spagna            | 3                 |